# World Series MVP Award
Der World Series MVP Award ist eine Ehrung im Baseball, die demjenigen Spieler verliehen wird, der am meisten zum Erfolg seines Teams in der World Series beigesteuert hat.
Dieser Most Valuable Player, englisch für „wertvollster Spieler“ wird aus einer Kombination von Pressevertretern, Offiziellen der Major League Baseball und einem Fan-Voting ermittelt.

## Bisherige Gewinner

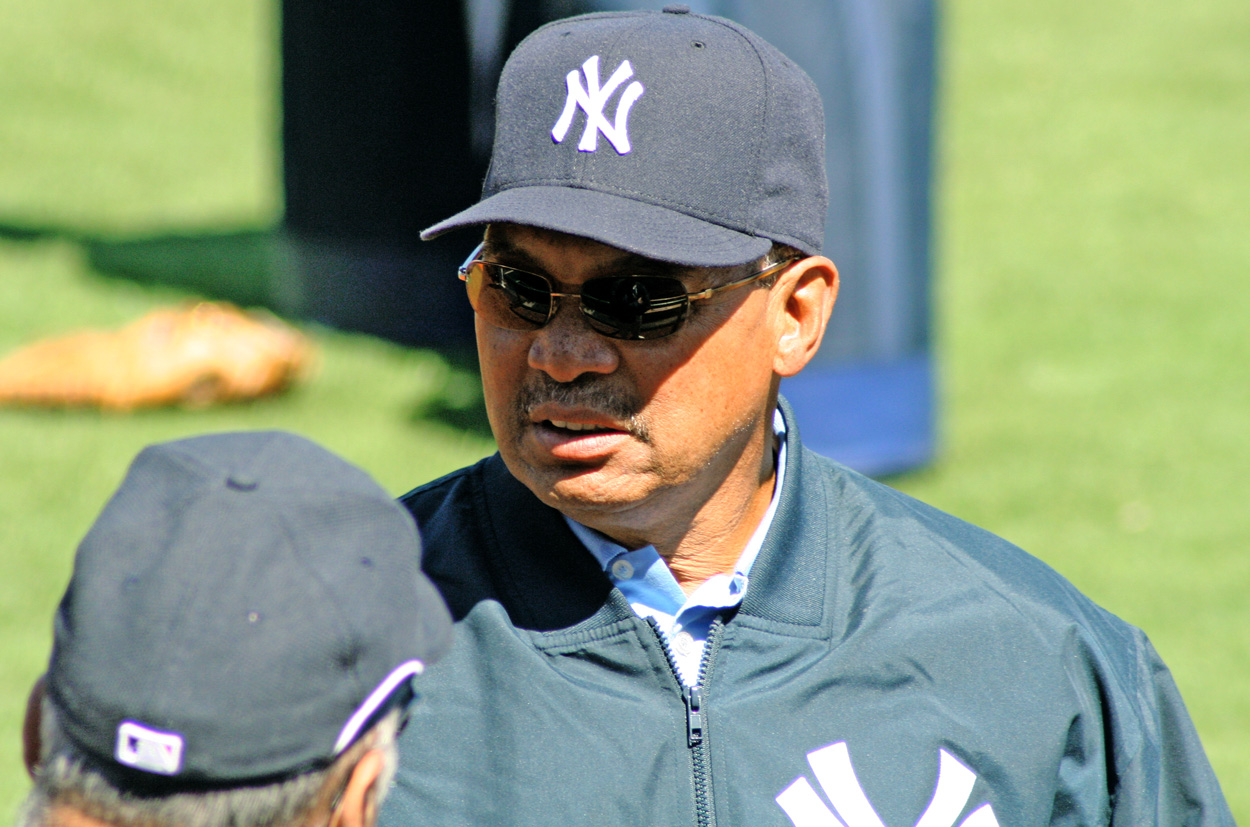
Reggie Jackson, World Series MVP 1973

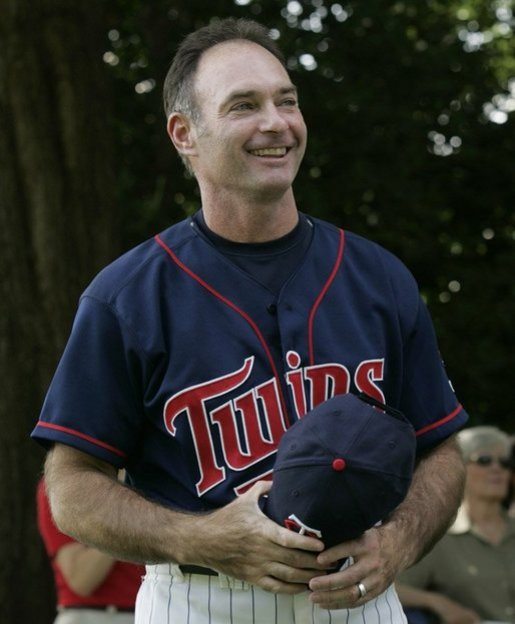
Paul Molitor, World Series MVP 1993

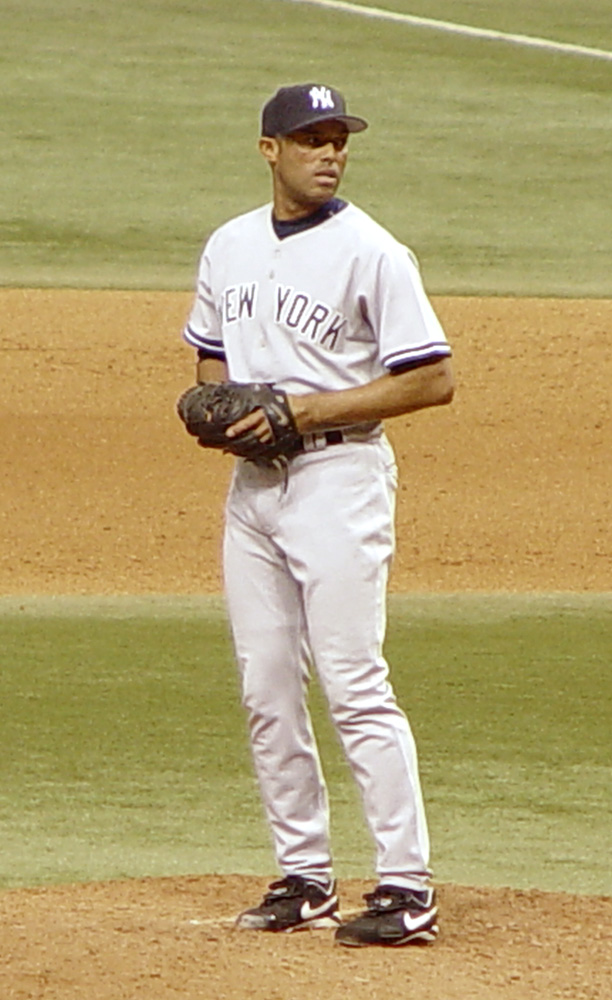
Mariano Rivera, World Series MVP 1999

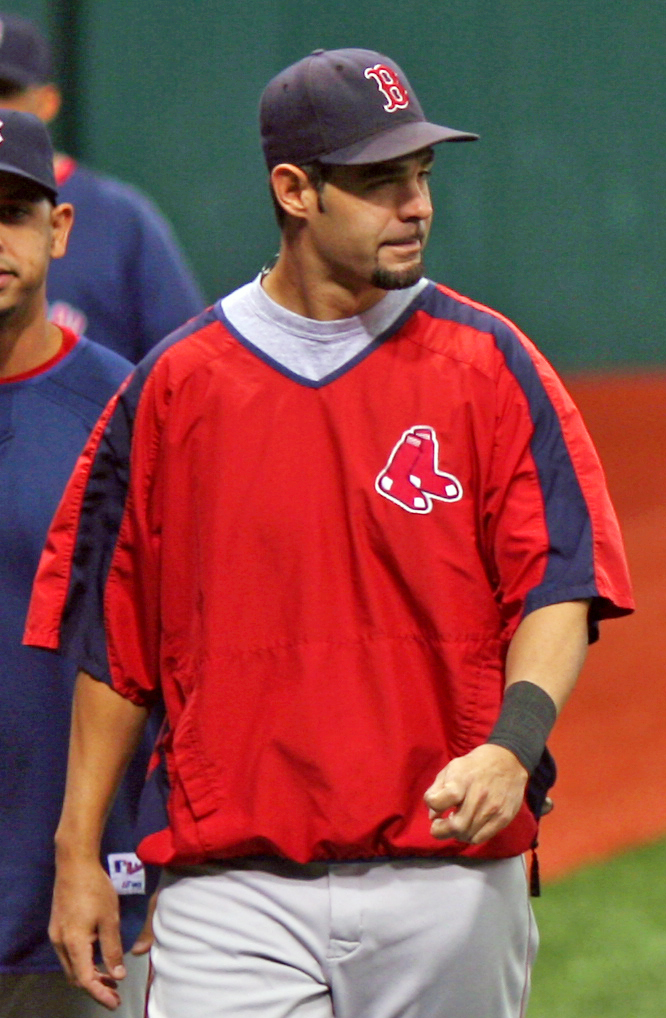
Mike Lowell, World Series MVP 2007

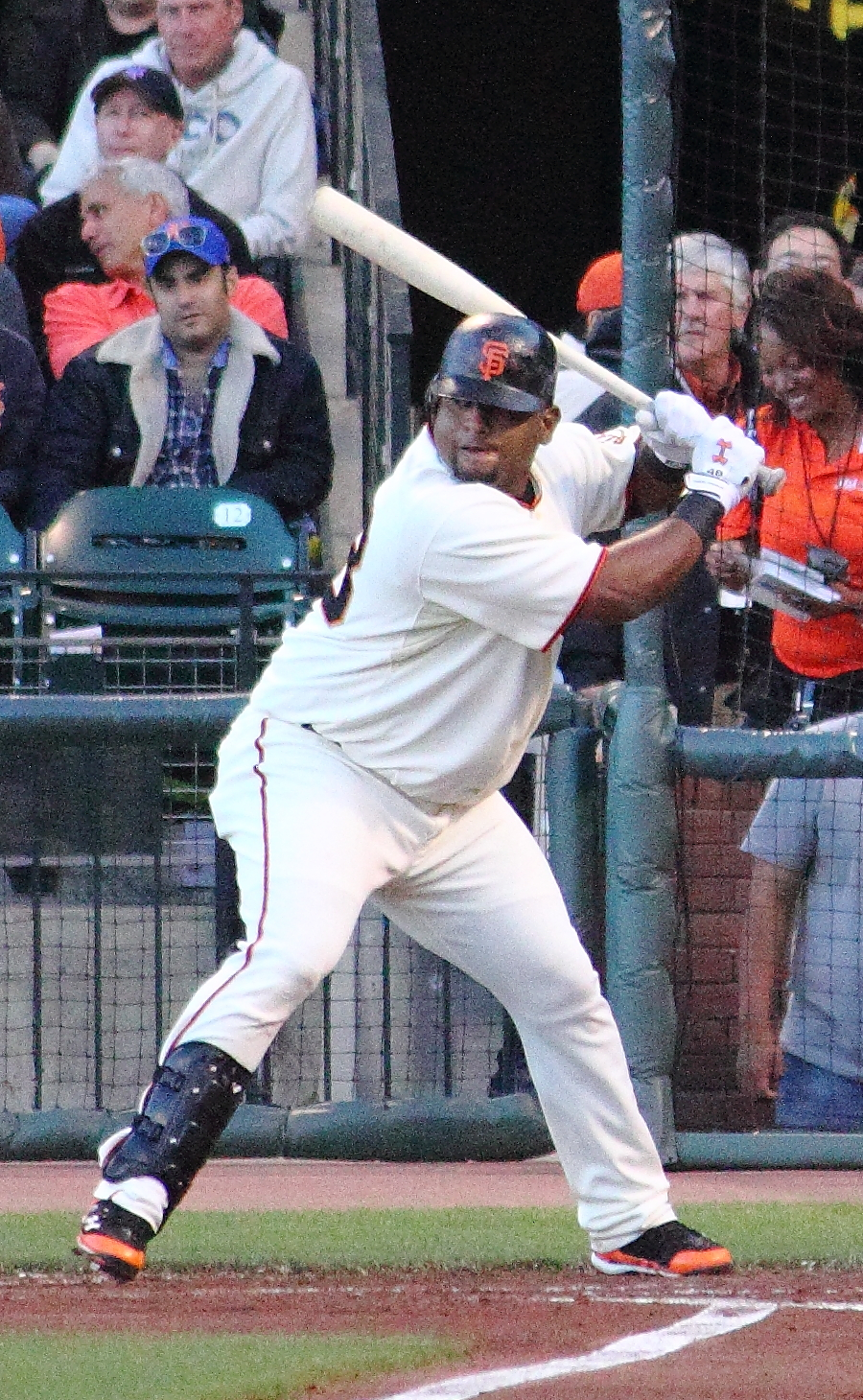
Pablo Sandoval, MVP der World Series 2012 durch drei Homeruns im 1. Spiel

| Jahr | Spieler                            | Team                               | Pos                                |
| ---- | ---------------------------------- | ---------------------------------- | ---------------------------------- |
| 1955 | Johnny Podres                      | Brooklyn Dodgers                   | P                                  |
| 1956 | Don Larsen                         | New York Yankees                   | P                                  |
| 1957 | Lew Burdette                       | Milwaukee Braves                   | P                                  |
| 1958 | Bob Turley                         | New York Yankees                   | P                                  |
| 1959 | Larry Sherry                       | Los Angeles Dodgers                | P                                  |
| 1960 | Bobby Richardson¹                  | New York Yankees                   | 2B                                 |
| 1961 | Whitey Ford                        | New York Yankees                   | P                                  |
| 1962 | Ralph Terry                        | New York Yankees                   | P                                  |
| 1963 | Sandy Koufax                       | Los Angeles Dodgers                | P                                  |
| 1964 | Bob Gibson                         | St. Louis Cardinals                | P                                  |
| 1965 | Sandy Koufax (2)                   | Los Angeles Dodgers                | P                                  |
| 1966 | Frank Robinson                     | Baltimore Orioles                  | OF                                 |
| 1967 | Bob Gibson (2)                     | St. Louis Cardinals                | P                                  |
| 1968 | Mickey Lolich                      | Detroit Tigers                     | P                                  |
| 1969 | Donn Clendenon                     | New York Mets                      | 1B                                 |
| 1970 | Brooks Robinson                    | Baltimore Orioles                  | 3B                                 |
| 1971 | Roberto Clemente                   | Pittsburgh Pirates                 | OF                                 |
| 1972 | Gene Tenace                        | Oakland Athletics                  | C                                  |
| 1973 | Reggie Jackson                     | Oakland Athletics                  | OF                                 |
| 1974 | Rollie Fingers                     | Oakland Athletics                  | P                                  |
| 1975 | Pete Rose                          | Cincinnati Reds                    | 3B                                 |
| 1976 | Johnny Bench                       | Cincinnati Reds                    | C                                  |
| 1977 | Reggie Jackson (2)                 | New York Yankees                   | OF                                 |
| 1978 | Bucky Dent                         | New York Yankees                   | SS                                 |
| 1979 | Willie Stargell                    | Pittsburgh Pirates                 | 1B                                 |
| 1980 | Mike Schmidt                       | Philadelphia Phillies              | 3B                                 |
| 1981 | Ron Cey                            | Los Angeles Dodgers                | 3B                                 |
| 1981 | Pedro Guerrero                     | Los Angeles Dodgers                | OF                                 |
| 1981 | Steve Yeager                       | Los Angeles Dodgers                | C                                  |
| 1982 | Darrell Porter                     | St. Louis Cardinals                | C                                  |
| 1983 | Rick Dempsey                       | Baltimore Orioles                  | C                                  |
| 1984 | Alan Trammell                      | Detroit Tigers                     | SS                                 |
| 1985 | Bret Saberhagen                    | Kansas City Royals                 | P                                  |
| 1986 | Ray Knight                         | New York Mets                      | 3B                                 |
| 1987 | Frank Viola                        | Minnesota Twins                    | P                                  |
| 1988 | Orel Hershiser                     | Los Angeles Dodgers                | P                                  |
| 1989 | Dave Stewart                       | Oakland Athletics                  | P                                  |
| 1990 | José Rijo                          | Cincinnati Reds                    | P                                  |
| 1991 | Jack Morris                        | Minnesota Twins                    | P                                  |
| 1992 | Pat Borders                        | Toronto Blue Jays                  | C                                  |
| 1993 | Paul Molitor                       | Toronto Blue Jays                  | 3B/DH                              |
| 1994 | Keine World Series (Spielerstreik) | Keine World Series (Spielerstreik) | Keine World Series (Spielerstreik) |
| 1995 | Tom Glavine                        | Atlanta Braves                     | P                                  |
| 1996 | John Wetteland                     | New York Yankees                   | P                                  |
| 1997 | Liván Hernández                    | Florida Marlins                    | P                                  |
| 1998 | Scott Brosius                      | New York Yankees                   | 3B                                 |
| 1999 | Mariano Rivera                     | New York Yankees                   | P                                  |
| 2000 | Derek Jeter                        | New York Yankees                   | SS                                 |
| 2001 | Randy Johnson                      | Arizona Diamondbacks               | P                                  |
| 2001 | Curt Schilling                     | Arizona Diamondbacks               | P                                  |
| 2002 | Troy Glaus                         | Anaheim Angels                     | 3B                                 |
| 2003 | Josh Beckett                       | Florida Marlins                    | P                                  |
| 2004 | Manny Ramirez                      | Boston Red Sox                     | OF                                 |
| 2005 | Jermaine Dye                       | Chicago White Sox                  | OF                                 |
| 2006 | David Eckstein                     | St. Louis Cardinals                | SS                                 |
| 2007 | Mike Lowell                        | Boston Red Sox                     | 3B                                 |
| 2008 | Cole Hamels                        | Philadelphia Phillies              | P                                  |
| 2009 | Hideki Matsui                      | New York Yankees                   | DH                                 |
| 2010 | Edgar Rentería                     | San Francisco Giants               | SS                                 |
| 2011 | David Freese                       | St. Louis Cardinals                | 3B                                 |
| 2012 | Pablo Sandoval                     | San Francisco Giants               | 3B                                 |
| 2013 | David Ortiz                        | Boston Red Sox                     | DH/1B                              |
| 2014 | Madison Bumgarner                  | San Francisco Giants               | P                                  |
| 2015 | Salvador Pérez                     | Kansas City Royals                 | C                                  |
| 2016 | Ben Zobrist                        | Chicago Cubs                       | OF                                 |
| 2017 | George Springer                    | Houston Astros                     | OF                                 |
| 2018 | Steve Pearce                       | Boston Red Sox                     | OF                                 |
| 2019 | Stephen Strasburg                  | Washington Nationals               | P                                  |
| 2020 | Corey Seager                       | Los Angeles Dodgers                | SS                                 |
| 2021 | Jorge Soler                        | Atlanta Braves                     | DH/RF                              |
| 2022 | Jeremy Peña                        | Houston Astros                     | SS                                 |
| 2023 | Corey Seager                       | Texas Rangers                      | SS                                 |
| 2024 | Freddie Freeman                    | Los Angeles Dodgers                | 1B                                 |

Erklärung

¹ = MVP war Spieler des unterlegenen Teams
| P  | Pitcher           |
| C  | Catcher           |
| 1B | First Baseman     |
| 2B | Second Baseman    |
| 3B | Third Baseman     |
| SS | Shortstop         |
| OF | Outfielder        |
| DH | Designated Hitter |